# نادي نيمبا يونايتد
نادي نيمبا يونايتد لكرة القدم (بالإنجليزية: Nimba United Football Club) هو نادي كرة قدم ليبيري من مقاطعة نيمبا، تأسس سنة 2011.